# Vander Luiz Silva Souza
Vander Luiz Silva Souza  (sinh ngày 17 tháng 4 năm 1990 ở Salvador), còn được biết với tên đơn giản Vander, là một cầu thủ bóng đá người Brasil thi đấu cho PT Prachuap ở vị trí tiền vệ tấn công.

## Sự nghiệp

### Thống kê sự nghiệp
(Chính xác tính đến ngày 25 tháng 6 năm 2012)
| Câu lạc bộ          | Mùa giải            | Campeonato Brasileiro Série A | Campeonato Brasileiro Série A | Copa do Brasil | Copa do Brasil | Copa Libertadores | Copa Libertadores | Copa Sudamericana | Copa Sudamericana | State League | State League | Tổng    | Tổng      |
| Câu lạc bộ          | Mùa giải            | Số trận                       | Bàn thắng                     | Số trận        | Bàn thắng      | Số trận           | Bàn thắng         | Số trận           | Bàn thắng         | Số trận      | Bàn thắng    | Số trận | Bàn thắng |
| ------------------- | ------------------- | ----------------------------- | ----------------------------- | -------------- | -------------- | ----------------- | ----------------- | ----------------- | ----------------- | ------------ | ------------ | ------- | --------- |
| Bahia               | 2010                | 26                            | 3                             | —              | —              | —                 | —                 | —                 | —                 | 1            | 0            | 27      | 3         |
| Bahia               | Tổng                | 26                            | 3                             | —              | —              | —                 | —                 | —                 | —                 | 1            | 0            | 27      | 3         |
| Flamengo (mượn)     | 2011                | 2                             | 0                             | —              | —              | —                 | —                 | 1                 | 0                 | 5            | 1            | 8       | 1         |
| Flamengo (mượn)     | Tổng                | 2                             | 0                             | —              | —              | —                 | —                 | 1                 | 0                 | 5            | 1            | 8       | 1         |
| Bahia               | 2012                | 7                             | 1                             | 3              | 1              | —                 | —                 | 1                 | 0                 | 15           | 0            | 26      | 2         |
| Bahia               | Tổng                | 7                             | 1                             | 3              | 1              | —                 | —                 | 1                 | 0                 | 15           | 0            | 26      | 2         |
| Vitória             | 2013                | 16                            | 1                             | 4              | 1              | —                 | —                 | 1                 | 0                 | 8            | 2            | 30      | 4         |
| Vitória             | Tổng                | 16                            | 1                             | 4              | 1              | —                 | —                 | 1                 | 0                 | 8            | 2            | 30      | 4         |
| Portuguesa (mượn)   | 2014                | 0                             | 0                             | 0              | 0              | —                 | —                 | 0                 | 0                 | 0            | 0            | 0       | 0         |
| Portuguesa (mượn)   | Tổng                | 0                             | 0                             | 0              | 0              | —                 | —                 | 0                 | 0                 | 0            | 0            | 0       | 0         |
| Tổng cộng sự nghiệp | Tổng cộng sự nghiệp | 51                            | 5                             | 7              | 2              | 0                 | 0                 | 3                 | 0                 | 29           | 3            | 91      | 10        |

according to combined sources on the Flamengo official website and Flaestatística.

## Danh hiệu

### Câu lạc bộ
Flamengo
- Taça Guanabara: 2011
- Taça Rio: 2011
- Campeonato Carioca: 2011

Bahia
- Campeonato Baiano: 2012

Vitória
- Campeonato Baiano: 2013, 2016

Chiangrai United
- Cúp Hiệp hội Bóng đá Thái Lan (1): 2017